# マニュエル・ロハス
マニュエル・ロハス（Manuel Roxas、1892年1月1日 - 1948年4月15日）はフィリピンの第5代大統領。フィリピン・コモンウェルス時代の三番目にして最後の大統領であり、また第三共和国としては初代大統領にあたる。

## 経歴
1892年1月1日、マニュエル・ロハスはカピス州カピス市（現カピス州ロハス市）で生まれた。1913年にフィリピン大学で法学士を取得し1916年にフィリピンロースクールの教授になったが、1917年にはカピス市議会の議員となり政治家としての道を歩み始めた。1919年から1921年までカピス州知事を務め、1922年にはカピス州第1区から下院議員に選出され下院議長となった。またこの年から国策会議にも参加していたが、米国から派遣されたフィリピン総督のレオナルド・ウッドが議会を通過した法案を拒否したことに抗議する意味を込めて、当時上院議長だったマニュエル・ケソンと共に国策会議を辞任した。
1932年、ロハスはナショナリスタ党党首のセルヒオ・オスメニャと共に独立使節団としてワシントンD.C.に赴き、ヘア・ホーズ・カッティング法の成立に関わった。この法律はフィリピンが米国から独立する日付を定めたものであり、フィリピンの砂糖との競争に晒されていた米国農家からの圧力もあって成立したが、ケソンからは逆にフィリピンの将来の独立を危うくしただけだと批判され、この問題が原因でナショナリスタ党は分裂した。1934年にタイディングス・マクダフィー法（フィリピン独立法）が制定されるとロハスは憲法制定会議に参加した。1938年から1940年には財務相を務めた。
第二次世界大戦中の1942年には日本軍の捕虜となったが、ミンダナオ島第10独立守備隊司令官の高級副官を務めていた神保信彦中佐が助命嘆願をしたため処刑を免れた。その後、親日のホセ・ラウレル政権の下で働き日本軍に米を供給したが、戦後に日本軍の協力者らが裁判にかけられたときには友人のダグラス・マッカーサー将軍がロハスを擁護し難を逃れた。さらに、神保が済南で戦犯として捕らえられた時は、ロハスが蔣介石に対して神保の助命を求めたことで神保は無事に帰国することができた。1946年4月23日の選挙ではナショナリスタ党の候補者として出馬し、133万3392票、得票率54パーセントで当選し同年5月28日に大統領に就任した。同年7月4日にフィリピン独立宣言が発表され、ロハスはフィリピン第三共和国の初代大統領となった。
独立後、ロハスは米国から復興資金を受け取る代わりにいくつかの要求を呑まされた。フィリピンには米軍基地が設置され、その内23箇所の租借期間は99年間だった。フィリピン市民には交易制限がかけられた一方で、米国人の土地所有者と投資家には特権が与えられた。任期中に地方部で左翼組織のフクバラハップが台頭し、ロハスは鎮圧を試みたがそれにより農民の間には不満が広がった。
1948年4月15日、ロハスはパンパンガ州クラーク空軍基地で在任中に死去し、副大統領のエルピディオ・キリノが後任の大統領となった。
1967年以降、2018年まで100ペソ紙幣に肖像が使用されていた。